# 0942
0942 è il prefisso telefonico del distretto di Taormina, appartenente al compartimento di Catania.
Il distretto comprende la parte sud-orientale della città metropolitana di Messina ed il comune di Castiglione di Sicilia (CT). Confina con i distretti di Catania (095) a sud e a ovest, di Patti (0941) e di Messina (090) a nord.

## Aree locali e comuni
Il distretto di Taormina comprende 30 comuni inclusi nell'unica area locale di Taormina (ex settori di Francavilla di Sicilia, Santa Teresa di Riva e Taormina). I comuni compresi nel distretto sono: Alì, Alì Terme, Antillo, Casalvecchio Siculo, Castelmola, Castiglione di Sicilia (CT), Fiumedinisi, Forza d'Agrò, Francavilla di Sicilia, Furci Siculo, Gaggi, Gallodoro, Giardini-Naxos, Graniti, Letojanni, Limina, Malvagna, Mandanici, Mojo Alcantara, Mongiuffi Melia, Motta Camastra, Nizza di Sicilia, Pagliara, Roccafiorita, Roccalumera, Roccella Valdemone, Santa Teresa di Riva, Sant'Alessio Siculo, Savoca e Taormina .